# Frohnsdorf
Frohnsdorf é uma vila e antigo município da Alemanha localizado no distrito de Altenburger Land, estado da Turíngia.  Pertencia ao Verwaltungsgemeinschaft de Wieratal. Desde 1 de janeiro de 2019, faz parte do município de Nobitz.

## Demografia
População em 31 de dezembro de cada ano:
| - 1613 - 183 - 1672 - 179 - 1880 - 330 - 1994 - 352 | - 1995 - 352 - 1996 - 349 - 1997 - 347 - 1998 - 346 | - 1999 - 340 - 2000 - 340 - 2001 - 333 - 2002 - 336 | - 2003 - 335 - 2004 - 336 - 2005 - 340 |

Fonte: até 1880 Löbe, a partir de 1994 Thüringer Landesamt für Statistik